# Jens Neutag

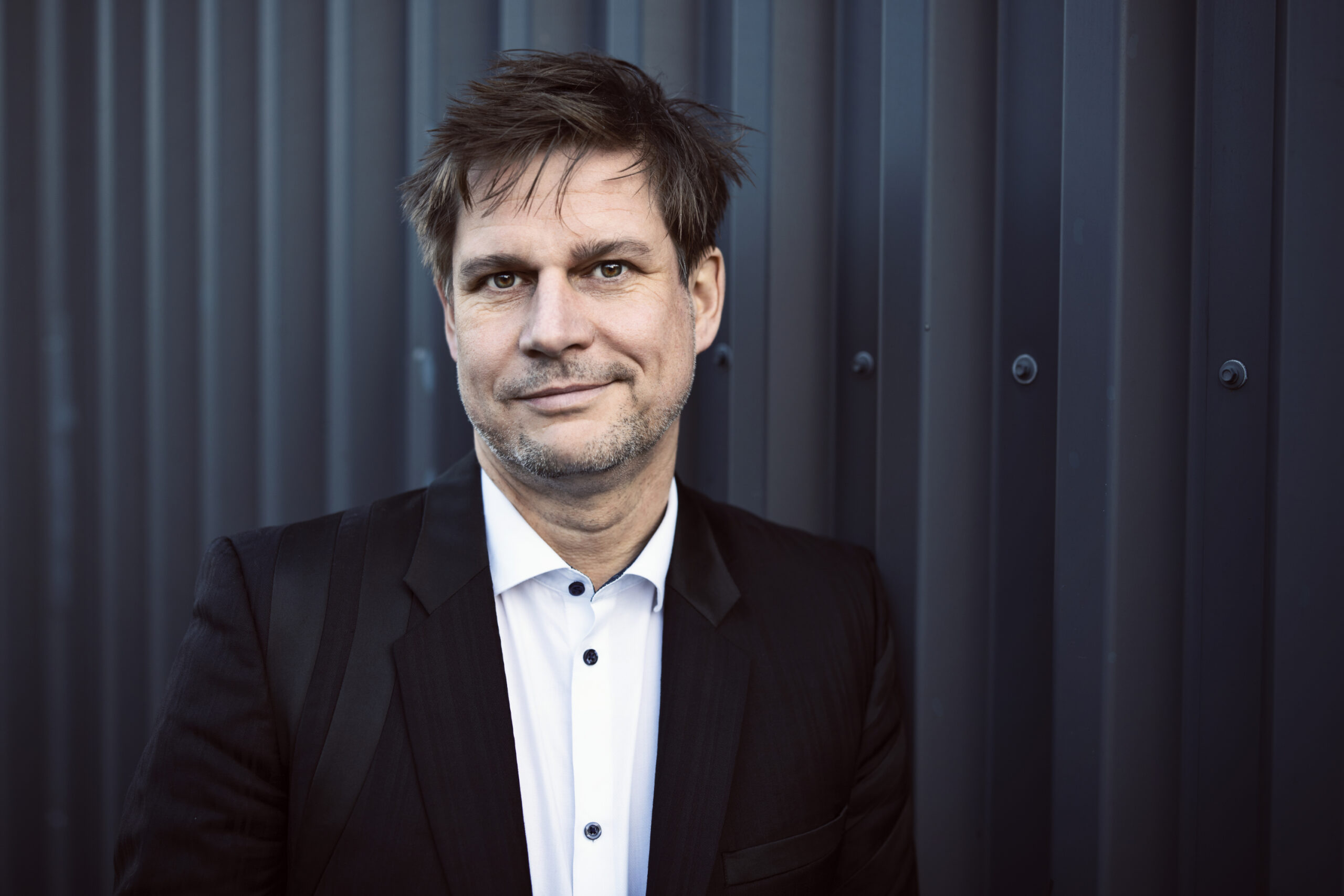

Jens Neutag (* 1972 in Remscheid) ist ein deutscher Kabarettist, Autor, Schauspieler und Regisseur.

## Leben
Während seines Studiums an der Heinrich-Heine-Universität in Düsseldorf nahm er Schauspielunterricht an der Schule für Kunst und Theater in Neuss und gründete mit Gleichgesinnten das Kabarettensemble Kabarett ohne Ulf. Zudem war er von 1994 bis 1999 Vorstandsmitglied des Trägervereines des Theaters am Schlachthof Neuss. Er wirkte als Schauspieler in den Produktionen des Hausensembles mit und war Gründungsmitglied der alternativen Kabarett- und Karnevalsshow Stunk in Neuss und Düsseldorf. Nach dem Abschluss des Studiums in den Fächern Soziologie, Politik- und Erziehungswissenschaften und der Erlangung der Bühnenreifeprüfung folgten Engagements als Schauspieler an der Landesbühne Niedersachsen und dem Kinder- und Jugendtheater in Dortmund.
Seitdem ist er hauptsächlich als Solokabarettist auf Deutschlandtournee. Für die Zeitschriften der neusser und Libelle arbeitete er als Kolumnist, bei Antenne Düsseldorf hat er eine wöchentliche Radiokolumne. Er schreibt für diverse Ensembles und Solisten und führt Regie bei Kabarettprogrammen. Zudem ist er regelmäßig Gast in der SWR TV-Sendung Spätschicht – Die Comedy Bühne sowie im Schlachthof des Bayerischen Rundfunks.

## Auszeichnungen
- Reinheimer Satirelöwe (2003)
- Backnanger Kabarettpreis „Goldene Treppe“ (2004)
- Obernburger Mühlstein (Publikumspreis) 2005
- Böblinger Mechthild (2010)
- Stuttgarter Besen (hölzerner Besen) 2014

## Soloprogramme
- Warmbadetag (2002)
- abgefrühstückt (2004)
- Totalschaden (2006)
- Streik ist geil! (2008)
- schön scharf (2011)
- Das Deutschland-Syndrom (2014)
- Mit Volldampf (2017)
- allein – ein Gruppenerlebnis (2020)

## Publikationen
- CD: Streik ist geil (2011)
- CD: Deutschland-Syndrom (2014)
- CD: Mit Volldampf (2018)
- Buch: Mettigel im Winterschlaf (2022)